# Liste von Söhnen und Töchtern der Stadt Brasília
Die Liste von Söhnen und Töchtern der Stadt Brasília zählt Personen auf, die in der brasilianischen Hauptstadt Brasília geboren wurden. Die Liste erhebt keinen Anspruch auf Vollständigkeit.

## 20. Jahrhundert
- Izabella Teixeira (* 1961), Politikerin
- Lula Galvão (* 1962), Musiker
- Joaquim Cruz (* 1963), Leichtathlet

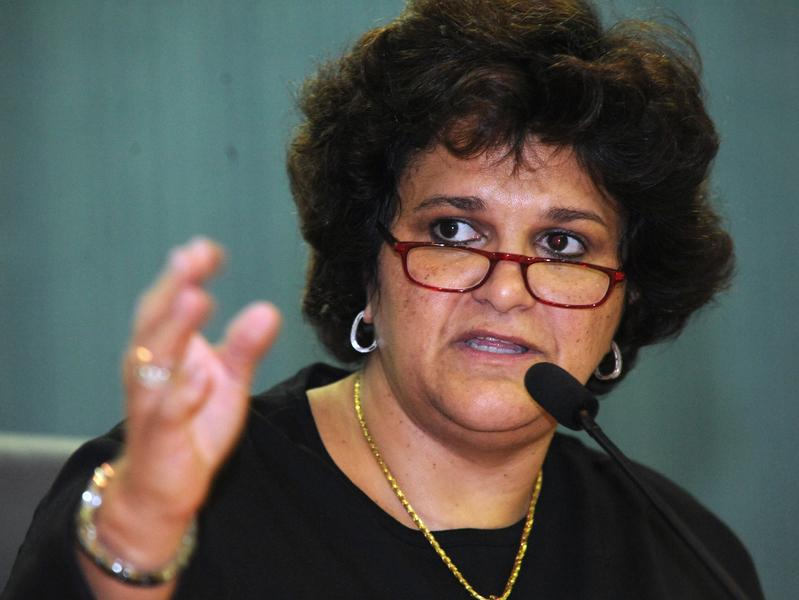
Izabella Teixeira (* 1961)

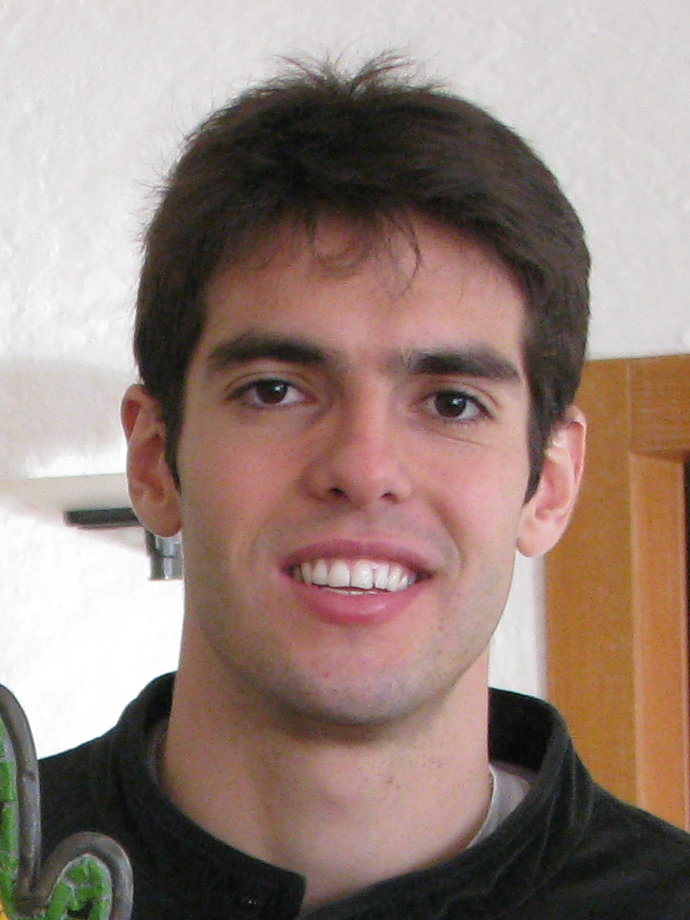
Kaká (* 1982)

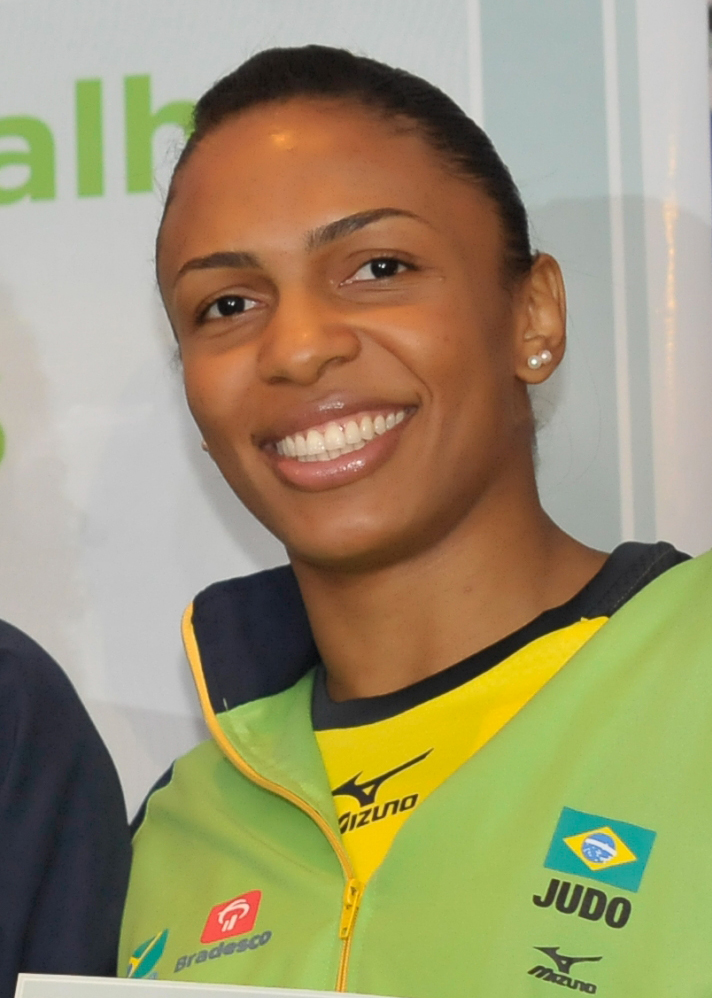
Érika Miranda (* 1987)

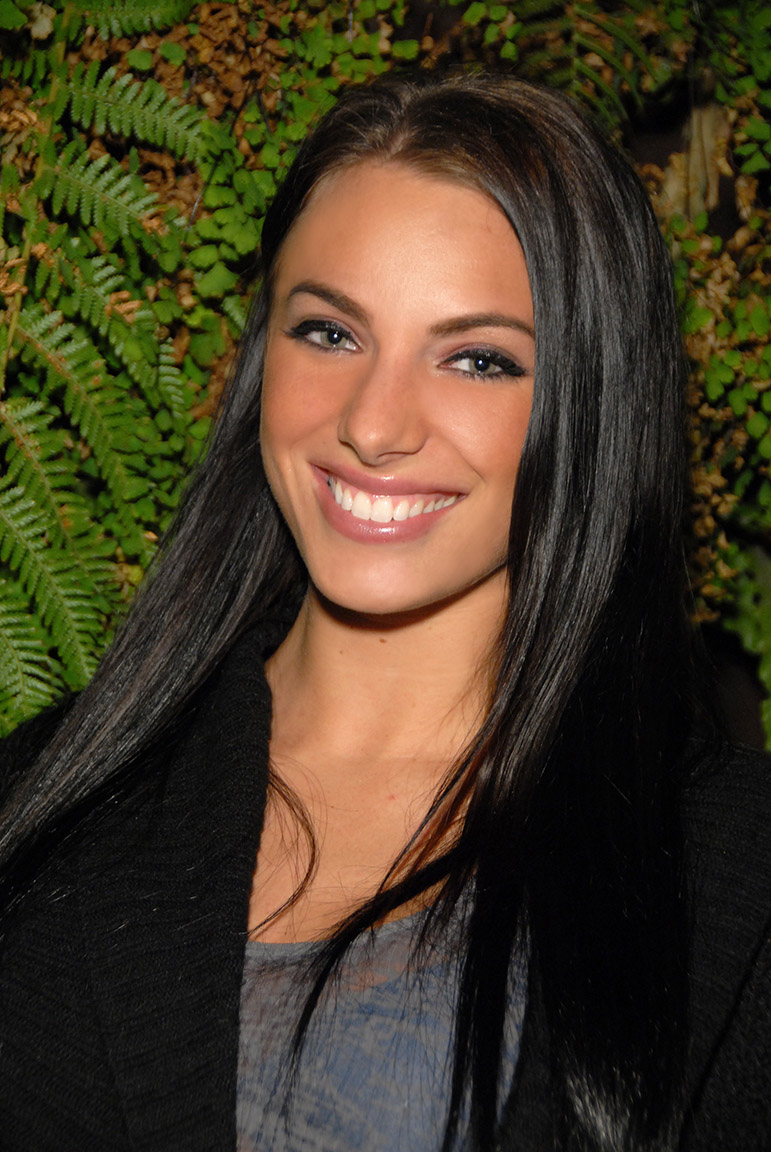
Juelz Ventura (* 1987)

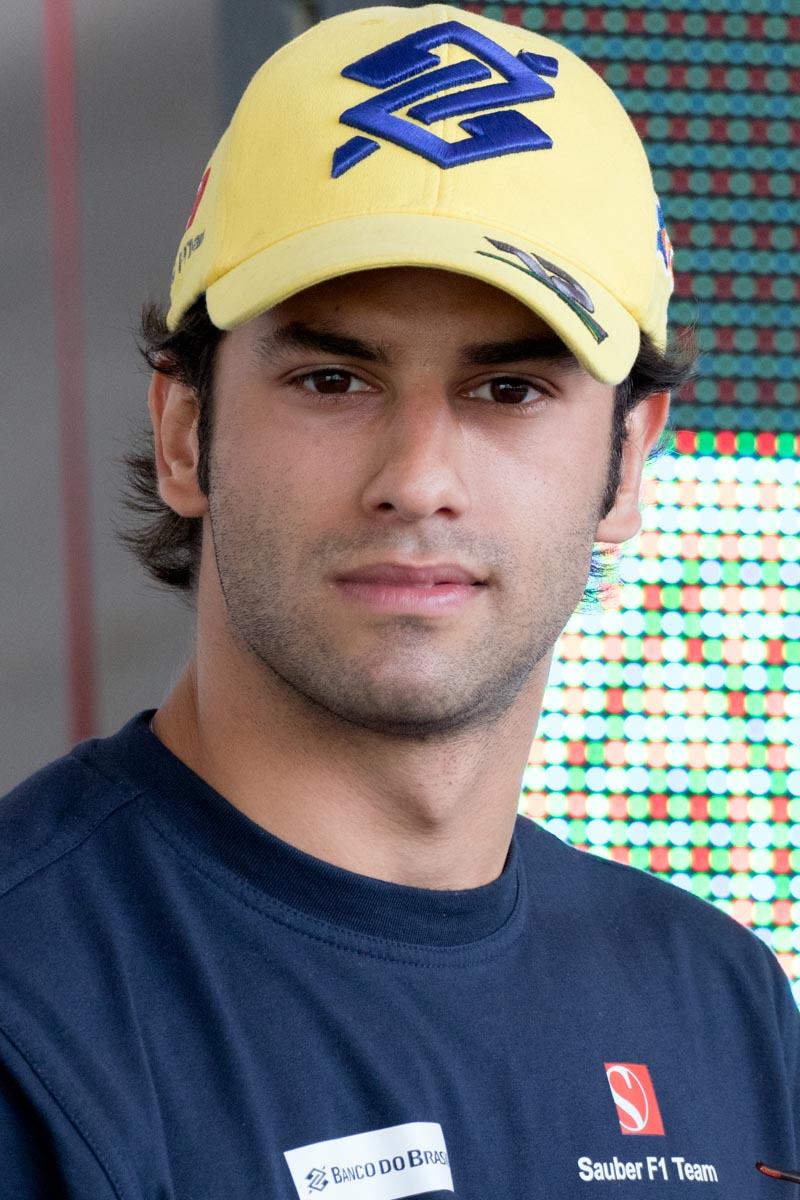
Felipe Nasr (* 1992)

- Marcony Vinícius Ferreira (* 1964), Militärerzbischof von Brasilien
- Chris Carter (* 1965), Schriftsteller
- Carlos Alberto Dias (* 1967), Fußballspieler
- Augusto Pedro de Sousa (* 1968), Fußballspieler
- Giovani Carlos Caldas Barroca (* 1969), römisch-katholischer Bischof von Uruaçu
- Leila Barros (* 1971), Volleyball- und Beachvolleyballspielerin
- Carlos Henrique Silva Oliveira (* 1972), römisch-katholischer Bischof von Tocantinópolis
- Márcio Amoroso (* 1974), Fußballspieler
- Gélson Baresi (* 1974), Fußballspieler
- Washington Stecanela Cerqueira (* 1975), Fußballspieler
- Flávio Elias Cordeiro (* 1975), Fußballspieler
- Harley Marques (* 1975), Beachvolleyballspieler
- Túlio Lustosa Seixas Pinheiro (* 1976), Fußballspieler
- Brasília (* 1977), Fußballspieler
- Vitorino Hilton (* 1977), Fußballspieler
- Vítor Meira (* 1977), Automobilrennfahrer
- Marílson dos Santos (* 1977), Langstreckenläufer
- Hudson de Souza (* 1977), olympischer Leichtathlet
- Lúcio (* 1978), Fußballspieler
- Todd A. Kessler (* 1979), US-amerikanischer Regisseur
- Juliana de Aquino (1980–2009), Musicaldarstellerin
- Bárbara Wagner (* 1980), Teil des Künstlerduos Bárbara Wagner & Benjamin de Burca
- Addison Alves (* 1981), brasilianisch-spanischer Fußballspieler
- Erika Carvalho de Sousa (* 1981), Volleyballspielerin
- Grazielle Pinheiro Nascimento (* 1981), Fußballspielerin
- Ângela Lavalle (* 1981), Beachvolleyballspielerin
- Paulo Thiago (* 1981), Mixed-Martial-Arts-Kämpfer
- César Castro (* 1982), Wasserspringer
- Luciano Corrêa (* 1982), Judoka
- Kaká (* 1982), Fußballspieler
- Paula Pequeno (* 1982), Volleyballspielerin
- Michel Platini (* 1983), Fußballspieler
- Hugo Parisi (* 1984), Wasserspringer
- Digão (* 1985), Fußballspieler
- Kadu (* 1986), Fußballspieler
- Bruno Oscar Schmidt (* 1986), Beachvolleyballspieler
- Tiago Bezerra (* 1987), Fußballspieler
- Valci Júnior (* 1987), Fußballspieler
- Érika Miranda (* 1987), Judoka
- Ketleyn Quadros (* 1987), Judoka
- Juelz Ventura (* 1987), US-amerikanische Pornodarstellerin
- Tandara Caixeta (* 1988), Volleyballspielerin
- Duane Da Rocha (* 1988), spanische Schwimmerin
- Henrique Almeida (* 1991), Fußballspieler
- Yann Cunha (* 1991), Automobilrennfahrer
- Edigar Junio (* 1991), Fußballspieler
- Felipe da Silva Amorim (* 1991), Fußballspieler
- Lucas Foresti (* 1992), Automobilrennfahrer
- Alípio Duarte Brandão (* 1992), Fußballspieler
- Felipe Nasr (* 1992), Automobilrennfahrer
- Fernando Viana (* 1992), Fußballspieler
- Felipe Anderson (* 1993), Fußballspieler
- Leandro (* 1993), Fußballspieler
- Lucas de Figueiredo Crispim (* 1994), Fußballspieler
- Wanderson (* 1994), Fußballspieler
- Philipe Maia (* 1995), Fußballspieler
- Gabi Portilho (* 1995), Fußballspielerin
- Sam Porto (* 1995), Tätowierer und Model
- Rodrigão (* 1995), Fußballspieler
- Marco Damasceno (* 1996), Fußballspieler
- Pedro Piquet (* 1998), Automobilrennfahrer
- Tainara (* 1999), Fußballspielerin
- Paulo André Saraiva dos Santos (* 2000), Tennisspieler

## 21. Jahrhundert
- Reinier (* 2002), Fußballspieler
- Robert Renan (* 2003), Fußballspieler
- Ângelo (* 2004), Fußballspieler
- Kelly Rosa (* 2004), Handballspielerin